# Edward P. McCabe
Edward P. McCabe était un avocat et l'un des premiers Afro-Américains à occuper un poste politique majeur dans le Far West aux États-Unis.

## Biographie
Né à Troy, dans l'État de New York, McCabe a travaillé à Wall Street avant de partir à Chicago en 1872, où il a été nommé greffier dans le comté de Cook, Illinois, puis au bureau du ministère du Trésor des États-Unis. 
Il s'est ensuite installé à Nicodème, dans le Kansas, en 1878, où il était agent immobilier puis greffier du comté du comté. Il a ensuite déménagé à Washington puis dans l'Oklahoma, qui n'était encore qu'un territoire, en 1890. Il fut bientôt nommé le premier trésorier du comté de Logan, en Oklahoma et l'un des trois fondateurs de Langston City. Il a acquis une propriété de 320 acres (1,3 km2) près de Guthrie, Oklahoma, qui est devenu la ville de Langston. En 1897, une école a été ouverte, qui fut plus tard appelé l'Université Langston. Ce fut la première Université traditionnellement noire. McCabe est devenu une figure de proue de l'effort pour stimuler une immigration noire dans ce qui était alors le territoire de l'Oklahoma, avec l'espoir de créer à terme un État dont la majorité de la population serait noire.